# A Mitchellék a gépek ellen
A Mitchellék a gépek ellen, korábban: Teljes kikapcsolódás (eredeti cím: The Mitchells vs the Machines, korábban: Connected) 2021-ben bemutatott amerikai 3D-s számítógépes animációs filmvígjáték, melyet Mike Rianda, valamint Jeff Rowe írt és rendezett, Phil Lord és Christopher Miller produceri közreműködésével. A film zenéjét Mark Mothersbaugh szerezte. A főszereplők eredeti hangjait Danny McBride, Abbi Jacobson, Maya Rudolph, Mike Rianda, Eric André és Olivia Colman kölcsönözte.
Az Amerikai Egyesült Államokban 2021. április 23-án mutatták be a mozikban, majd 2021. április 30-án felkerült a Netflixre. Magyarországon szintén a Netflixen lett elérhető 2021. április 30-ától.

## Cselekmény
Mitchellék teljesen átlagos család. Amikor az elektronikus eszközök az egész világon fellázadnak és harcba kezdenek az emberiség ellen, nekik kell összefogniuk és megmenteniük a Földet – ebben mindössze két üzemhibás robot és egy kövér kutya segíti őket.

## Szereplők
| Szerep                               | Eredeti hang     | Magyar hang       |
| ------------------------------------ | ---------------- | ----------------- |
| Katie Mitchell                       | Abbi Jacobson    | Szilágyi Csenge   |
| Katie Mitchell 10 évesen             | Madeleine McGraw | Bak Julianna      |
| Katie Mitchell csecsemőként          | Ellen Wightman   | saját hangján     |
| Rick Mitchell                        | Danny McBride    | Besenczi Árpád    |
| Linda Mitchell                       | Maya Rudolph     | Zakariás Éva      |
| Aaron Mitchell                       | Mike Rianda      | Szalay Csongor    |
| Szőrmókok                            | Mike Rianda      | saját hangján     |
| Dr. Mark Browman                     | Eric André       | Szabó Máté        |
| PAL                                  | Olivia Colman    | Kiss Eszter       |
| Deborahbot                           | Fred Armisen     | Elek Ferenc       |
| Eric                                 | Beck Bennett     | Seder Gábor       |
| PAL robotok                          | Beck Bennett     | Seder Gábor       |
| A Mitchell családot segítő PAL robot | Beck Bennett     | Hamvas Dániel     |
| Hailey Posey                         | Chrissy Teigen   | Laurinyecz Réka   |
| Jim Posey                            | John Legend      | Magyar Bálint     |
| Abby Posey                           | Charline Yi      | Hermann Lilla     |
| Glaxxon 5000                         | Conan O’Brien    | Kisfalusi Lehel   |
| Jade                                 | Sasheer Zamata   | Nemes Takách Kata |
| Hanna                                | Ellie Mills      | Mohácsi Nóra      |
| Dirk                                 | Alex Hirsch      | Gacsal Ádám       |
| Noah                                 | Jay Pharoah      | Pál Dániel Máté   |

## Fordítás
- Ez a szócikk részben vagy egészben  a   The Mitchells vs. the Machines című angol Wikipédia-szócikk ezen változatának fordításán alapul.  Az eredeti cikk szerkesztőit annak laptörténete sorolja fel. Ez a jelzés csupán a megfogalmazás eredetét és a szerzői jogokat jelzi, nem szolgál a cikkben szereplő információk forrásmegjelöléseként.